# Прокляття

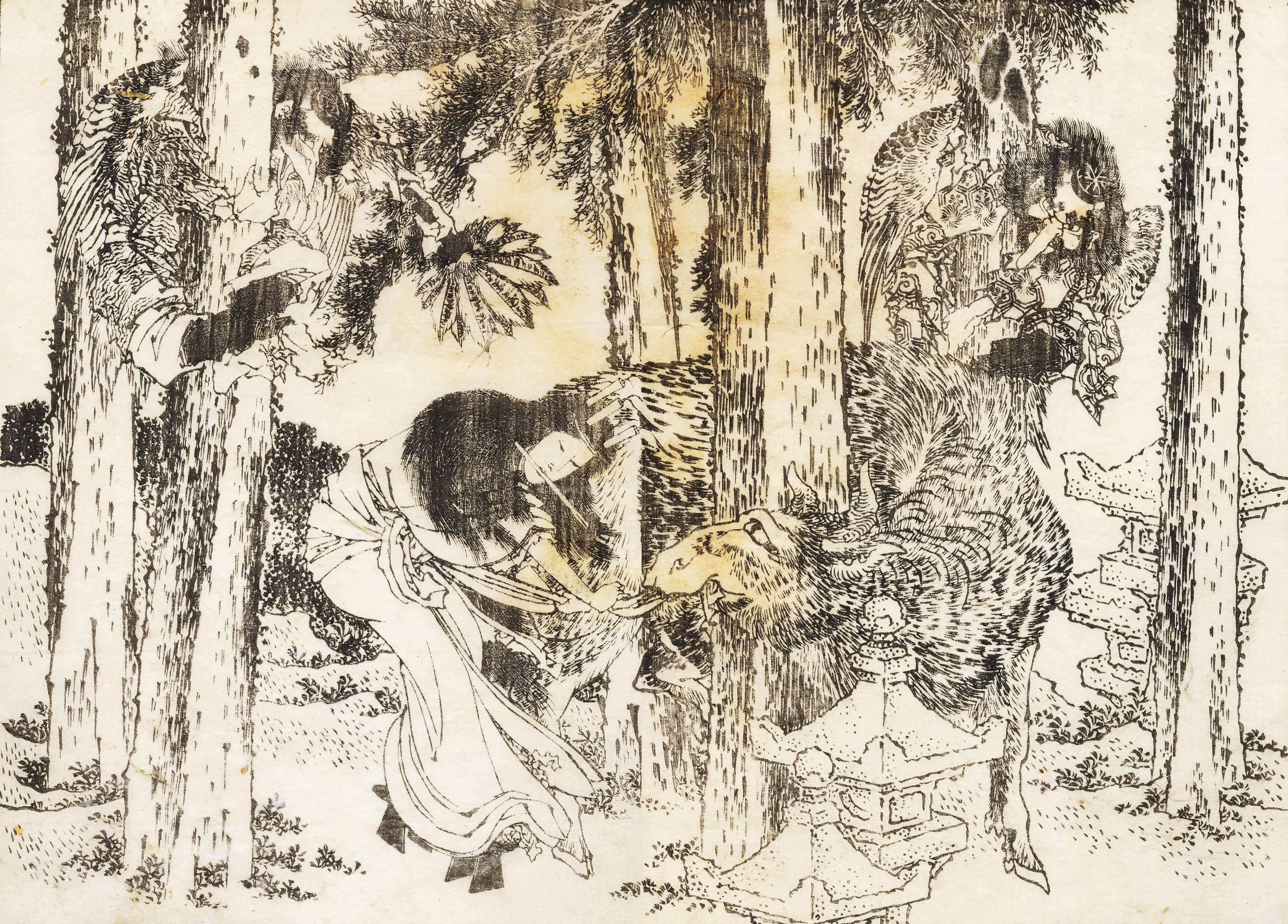
Жінка виконує ритуал прокляття (Кацусіка Хокусай)

Прокляття — будь-який вислів у довільній формі, що містить побажання негараздів або нещасть на адресу однієї чи декількох осіб. Часто слово «прокляття» вживається у розумінні, що шкоду або біль буде завдано певними надприродно, наприклад заклинаннями чи чаклунством — у такому випадку його іноді називають «причиною». Аби припинити дію прокляття необхідно застосувати протипристріт, який часто виконується у вигляді ритуалу або прочитання молитви. Вивчення форм проклять становлять значну частку досліджень народних релігій та фольклору.
Прокльон (проклін) - являє собою лайливий вислів, який направлений на різкий осуд кого-небудь або чого-небудь, прокльон виражається в обуренні кимсь чи чимсь, ненависть до когось, чогось. Прокльон може мате різні народні формули наслання негативних подій на об'єкт прокльону. Завжди відповідні формули мають глибокий негативний контекст.
Головний мотив прокльонів складає побажання комусь лиха. Лихо зазвичай має реальний вимір що виражається в настанні конкретних намірів. Кожен прокльон виявляється в свідомому словесному програмуванні негативної ситуації для об'єкта прокльону. Багато прокльонів з часом їх застосування стали фразеологізмами. Серед фразеологізмів-прокльонів є певна кількість, у яких здійснюється вказівка на певного суб'єкта обрядової дії прокльона, тобто того, до кого звертаються з проханням виконати шкідливе побажання. Серед таких суб'єктів-виконавців присутні демонічні істоти. Проте такі прокльони складають невеликий відсоток з поміж всього мовного масиву прокльонів.
Згідно народних вірувань прокльони вважаються небезпечною словесною «зброєю», яка здатна робити зло людям на яких направлені прокльони. Християнська церква визнає прокльони гріховними ритуальними формулами та забороняються церквою
.
Традиційно вважається що неправедно наслане на безневинну людину прокляття, здатне повертатися й вражати самого мовця. Не випадково, наприклад, німецьке прислів'я застерігає: «Прокляття повертаються додому, як птахи до гнізд». Тому фольклористам і етнографам, як правило, не вдається зафіксувати прокляття при спеціальних опитуваннях. Тому вчені намагаються їх виловлювати з мови розповідачів, які, буває, що забуваються та вживають ці словесні формули в ході власних оповідей і спонтанної розмови. Зокрема, виловити прокляття в мовленні опитуваних людей, до того ж, у значній кількості, вже у наші дні вдалося польській дослідниці народної культури Анні Енгелькінг.